# L'Art de gouverner
 (février 2022).
Le contenu est difficilement compréhensible vu les erreurs de traduction, qui sont peut-être dues à l'utilisation d'un logiciel de traduction automatique.
L'Art de gouverner, Le Tao du prince ou  Han-Fei-tse (chinois : 韓非子), selon les traducteurs, est un texte antique chinois attribué au philosophe politique Han Fei. Il est composé d'essais sur les théories du pouvoir d'État dans la tradition légiste. Il synthétise les réflexions de ses prédécesseurs. La plupart de ses 55 chapitres date de la période des Royaumes combattants au milieu du IIIe siècle av. J.-C. ; cela fait de ce texte le seul de ce type à être parvenu jusqu'à nous intact. C'est certainement l'un des classiques philosophiques les plus importants de la Chine ancienne : il traite de l'administration, de la diplomatie, de la guerre et de l'économie. Il est également précieux par l'abondance de ses anecdotes sur la Chine pré-Qin.
Les écrits de Han Fei influencent fortement le futur premier empereur de Chine, Qin Shi Huang. Après la disparition précoce de la dynastie Qin, la philosophie de Han Fei est officiellement dénigrée par la dynastie Han. Malgré son statut de paria tout au long de l'histoire de la Chine impériale, sa théorie politique continue à influencer fortement chaque dynastie par la suite, poussant ainsi l'idéal confucéen d'une règle sans lois à ne pas se réaliser.
Les différences considérables de styles entre les chapitres ont pu suggérer que tous n'étaient pas de Han Fei lui-même. Ils sont généralement considérés comme plus intéressant philosophiquement que Le Livre du prince Shang (en).

## Introduction
Han Fei décrit une nature humaine axée sur l'intérêt personnel et les méthodes politiques pour la faire travailler à l'intérêt de l'État et du souverain, à savoir, s'engager dans le Wuwei (non-agir) ; et la mise en place et l'utilisation systématique de la fa 法 (loi) pour se maintenir au pouvoir et gouverner les hommes, son utilisation pour augmenter le bien-être et sa relation avec la justice. Plutôt que de trop compter sur les dignitaires, qui pourraient ne pas être dignes de confiance, Han Fei lie leurs actions (sur lesquels il ne porte pas de jugement, à part l'observation des faits) à une récompense et une sanction systématiques (les « deux poignées ») . Ainsi, le souverain minimise son action. Comme Shang Yang et d'autres philosophes légistes, il exhorte le dirigeant à ne pas abandonner la Loi pour tout autre moyen, la considérant comme le moyen le plus pratique pour administrer un vaste territoire mais aussi son entourage.
La philosophie de Han Fei découle des régicides de son époque. Paul Goldin écrit : « La plupart de ce qui apparaît dans L'art de gouverner traite des relations du dirigeant avec ses conseillers, [qui] étaient considérés comme le groupe le plus susceptible, en pratique, de lui causer du tort ». Han Fei cite les printemps et les automnes de Tao Zuo : «  Moins de la moitié de tous les dirigeants meurent de maladie ». Si le dirigeant des hommes ne s'en rend pas compte, les troubles seront multiples et incontrôlés. Ainsi, il est dit : « Si ceux qui bénéficient de la mort d'un seigneur sont nombreux, le dirigeant sera en péril, ».

## Non-agir (wuwei)
Han Fei consacre l'intégralité du chapitre 14 (intitulé « Comment aimer les conseillers ») à « persuader le dirigeant d'être impitoyable envers ses conseillers ». Le dirigeant éclairé que décrit Han Fei terrorise ses conseillers en ne faisant rien (wuwei). Les qualités d'un dirigeant, sa « puissance mentale, son excellence morale et ses prouesses physiques » ne sont pas pertinentes ; le dirigeant doit rejeter sa raison et sa moralité privées et ne montrer aucun sentiment personnel. Ce qui est important, c'est sa méthode de gouvernement. La Loi (normes administratives) n'exige aucune perfection de la part du dirigeant.
L'utilisation de wuwei par Han Fei est peut-être dérivée du taoïsme, mais met l'accent sur l'autocratie (« Tao ne s'identifie à rien d'autre qu'à lui-même, le dirigeant ne s'identifie pas aux conseillers ») et Shu (technique) en tant que « principe pratique de contrôle politique » que n'importe quel état d'esprit. Il commence néanmoins par attendre « vide et immobile ».

« Tao est le début d'une myriade de choses, le standard du bien et du mal. Cela étant, le dirigeant intelligent, en se tenant au commencement, connaît la source de tout et, en se conformant à la norme, connaît l'origine du bien et du mal. Par conséquent, en vertu du repos vide et reposé, il attend que le cours de la nature s'impose pour que tous les noms soient définis par eux-mêmes et que toutes les affaires soient réglées par elles-mêmes. Vide, il connaît l'essence de la plénitude: reposé, il devient le correcteur du mouvement. Celui qui prononce un mot se crée un nom; qui a une liaison se crée une forme. Comparez les formes et les noms et voyez s'ils sont identiques. Ensuite, le dirigeant ne trouvera rien à craindre, car tout est réduit à sa réalité.
Tao existe dans l'invisibilité; sa fonction, en inintelligibilité. Soyez vide et reposé et n'ayez rien à faire. Ensuite, de l'obscurité, voyez les défauts dans la lumière. Voir mais ne jamais être vu. Entendez mais ne soyez jamais entendu. Sachez mais ne soyez jamais connu. Si vous entendez un mot prononcé, ne le changez pas et ne le déplacez pas, mais comparez-le à l'acte et voyez si le mot et l'acte coïncident l'un avec l'autre. Placez chaque fonctionnaire avec un censeur. Ne les laissez pas se parler. Ensuite, tout sera exercé au maximum. Couvrez les pistes et dissimulez les sources. Alors les conseillers ne peuvent pas retracer les origines. Laissez votre sagesse et cessez votre capacité. Ensuite, vos subordonnés ne peuvent pas deviner vos limites.
La règle brillante est indifférenciée et calme dans l'attente, ce qui amène les noms (rôles) à se définir et les affaires à se fixer. S'il est indifférencié, alors il peut comprendre quand la réalité est pure, et s'il est au repos, alors il peut comprendre quand le mouvement est correct. »

— Han Fei, Han-Fei-tse ou Le Tao du prince
Le commentaire de Han Fei sur le Dao de jing affirme que la connaissance sans perspective — un point de vue absolu — est possible, bien que le chapitre ait pu être l'un de ses premiers écrits.

## Performance et titre (Xing-Ming)

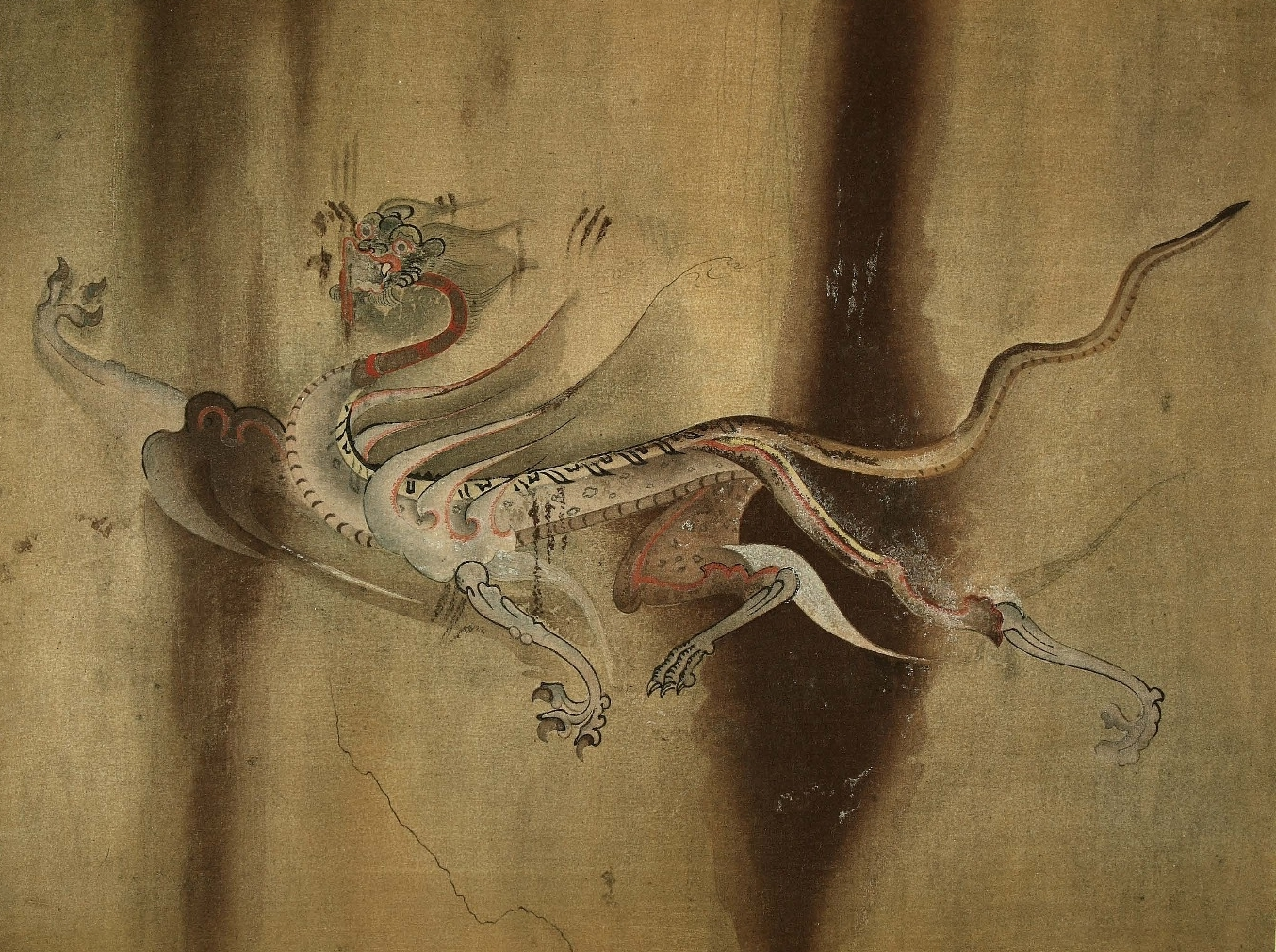
Tigre blanc mythique. Qin Shi Huang a été appelé le « Tigre de Qin »
En supposant que le tigre écarte ses griffes et ses crocs et laisse le chien les utiliser, le tigre serait, à son tour, soumis par le chien. Han Fei

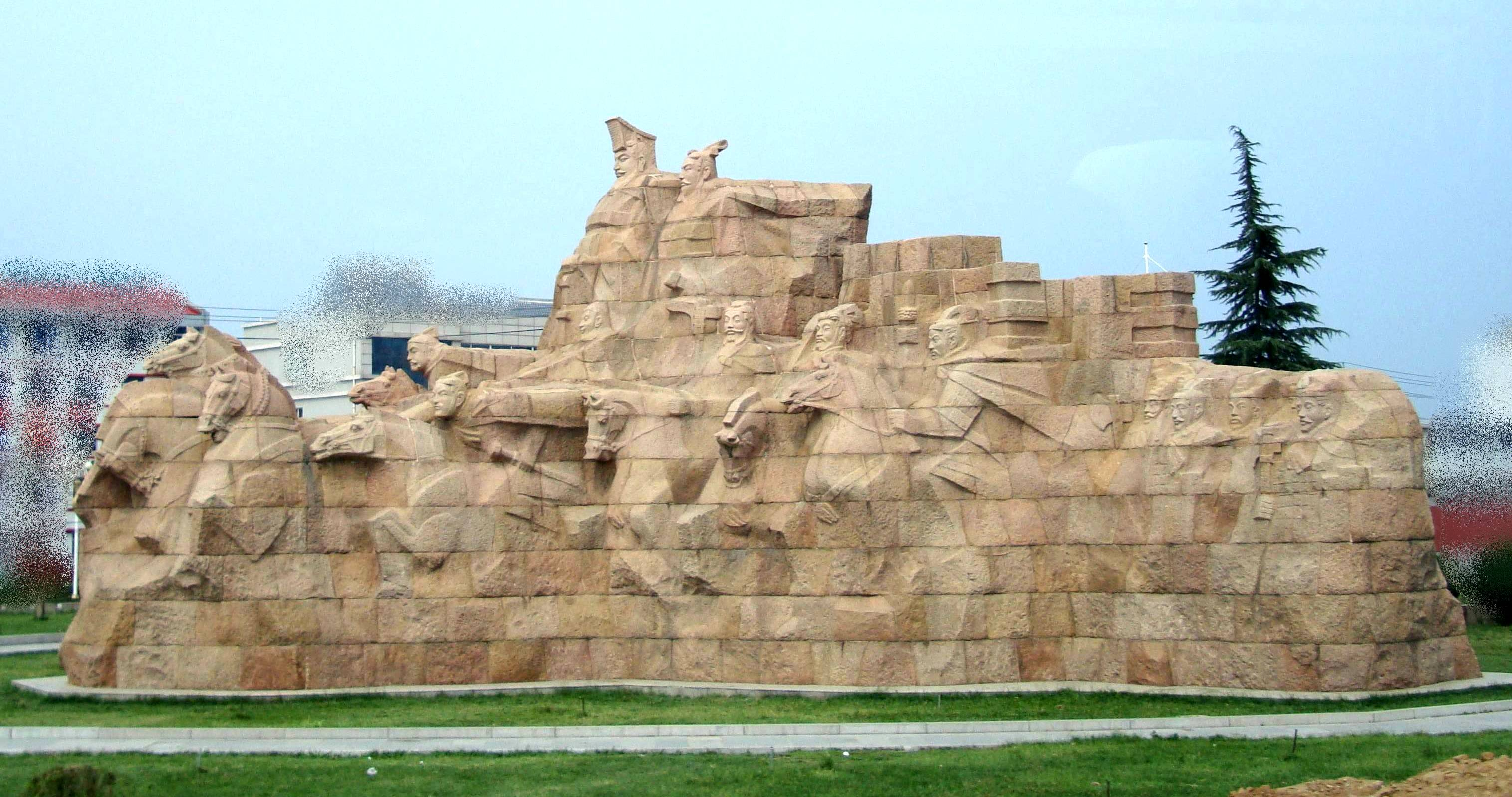
Une statue moderne du premier empereur et sa suite à cheval. Les deux augustes seigneurs de la haute antiquité ont saisi les poignées de la Voie et se sont établis ainsi au centre. Leurs esprits parcouraient mystérieusement toutes les transformations et pacifiaient ainsi les quatre directions. Huainanzi

Han Fei se focalise particulièrement sur ce qu'il nomme le Xing-Ming (形名), que Sima Qian et Liu Xiang définissent comme « tenir le résultat réel responsable devant le ming (Discours) »,,. En accord avec le confucianisme et le moïsme la rectification des noms (en), il est lié à la tradition confucéenne dans laquelle une promesse ou un engagement, en particulier en relation avec un objectif gouvernemental, entraîne une punition ou une récompense, bien que le contrôle étroit et centralisé mis en évidence par lui et la philosophie de son prédécesseur Shen Buhai s'oppose à l'idée confucéenne d'un conseiller autonome.
Se référant peut-être à la conception et l'application de lois et de termes juridiques normalisés, Xing-Ming a pu à l'origine signifier « punitions et noms », mais en mettant l'accent sur ces derniers. Il fonctionne au travers de déclarations contraignantes (ming), comme un contrat légal. En s'engageant verbalement, le candidat obtient un poste, ce qui le rend redevable vis-à-vis du dirigeant. Nommer des personnes à des postes (déterminés objectivement), récompense ou punit selon l'intitulé du poste proposé et si les résultats correspondants à la tâche confiée par leur parole, qu'un vrai conseiller accomplit,.
Han Fei insiste sur la parfaite concordance entre les mots et les actes. L'adaptation du nom est plus importante que les résultats. L'accomplissement, la réalisation ou le résultat d'un travail est son hypothèse d'une forme fixe (xing), qui peut ensuite être comparé à l'engagement  initial (ming). Une grande prétention mais une petite réalisation est inappropriée à l'engagement verbal original, tandis qu'une réalisation plus importante donne du crédit en dépassant les limites de la fonction.
Le « dirigeant exceptionnel » de Han Fei "ordonne aux noms de se nommer et les affaires se règlent d'elles-mêmes".

« Si le souverain souhaite mettre fin à la trahison, il examine la congruence de xing (forme/norme) et de la revendication. Cela signifie vérifier si les mots diffèrent du travail. Un conseiller énonce ses paroles et sur la base de ses paroles, le souverain lui attribue un emploi. Ensuite, le dirigeant tient le conseiller responsable de la réalisation qui est basée uniquement sur son travail. Si la réalisation correspond à son travail, et le travail correspond à ses mots, il est alors récompensé. Si la réalisation ne correspond pas à son emploi et le travail ne correspond pas à ses paroles, il est alors puni. »

Évaluant la responsabilité de ses paroles vis-à-vis de ses actes, le dirigeant tente de « déterminer les récompenses et les punitions en fonction du vrai mérite d'un sujet » (en utilisant la Loi). On dit qu'utiliser des noms (ming) pour exiger des réalités (shih) exalte les supérieurs et bride les subalternes, fournit un contrôle sur l'accomplissement des devoirs, et aboutit naturellement à souligner la  position des supérieurs, obligeant les subordonnés à agir à la manière de ces derniers.
Han Fei considère Xing-Ming comme un élément essentiel de l'autocratie, en disant que « Dans la manière d'assumer les noms de l'Unité sont de première importance. Quand les noms sont mis en ordre, les choses se calment; quand ils tournent mal, les choses ne se figent pas ». Il souligne que grâce à ce système, initialement développé par Shen Buhai, l'uniformité du langage pourrait être développée, les fonctions pourraient être strictement définies pour prévenir les conflits et la corruption, et des règles objectives (Fa) réfractaires aux interprétations divergentes pourraient être établies, uniquement jugées sur leur efficacité. En réduisant les options à une seule, les discussions sur la « bonne façon de gouverner » pourraient être éliminées. Quelle que soit la situation (Shih), c'est le bon Dao.
Bien que Han Fei recommande l'utilisation des techniques (adminstratives) de Shen Buhai, le concept du Xing-Ming  s'en distingue en recouvrant une réalité considérablement plus étroite et spécifique. La responsabilité mécaniste implique pour Han Fei une dichotomie fonctionnelle, tandis que ce n'était pas le cas pour Shen. La conception de Han Fei pourrait être considérée plus conforme à la pensée plus tardive du linguiste de la dynastie Han Xu Gan qu'aurait pu l'être celle de Shen Buhai ou de son supposé professeur Xun Kuang.

### Les «deux poignées»
Dans la plupart de ses œuvres, Han Fei attribue sa conception du droit pénal au penseur Shang Yang, même s'il ne reprend pas ses thèses de façon rigoureusement exacte. Sa discussion sur le contrôle bureaucratique est simpliste, préconisant principalement la punition et la récompense. En dehors de cela, Shang Yang était largement indifférent à l'organisation de la bureaucratie. L'utilisation de ces « deux poignées » (punition et récompense) constitue néanmoins une prémisse fondamentale de la théorie administrative de Han Fei. Cependant, il l'inclut dans sa théorie du Shu (techniques administratives) en relation avec Xing-Ming.
À titre d'illustration, si le « gardien du chapeau » dépose une robe sur l'empereur endormi, il doit être mis à mort pour avoir outrepassé sa charge, tandis que le « gardien de la robe » doit être mis à mort pour avoir échoué faire son devoir. La philosophie des « deux poignées » assimile la règle au tigre ou au léopard, qui « domine les autres animaux par ses dents et ses griffes acérées » (récompenses et punitions). Sans eux, il est comme tout autre homme; son existence en dépend. Pour « éviter toute possibilité d'usurpation par ses conseillers », le pouvoir et les « poignées de la loi » ne doivent « être ni partagées ni divisées », en les concentrant exclusivement dans le souverain.
En pratique, cela signifie que le dirigeant doit être isolé de ses conseillers. L'accession des conseillers met en danger le dirigeant, dont il doit être strictement séparé. Le châtiment confirme sa souveraineté; la loi élimine quiconque dépasse ses limites, quelle que soit son intention. La loi « vise à abolir l'égoïsme de l'homme et maintien de l'ordre public », rendant les individus responsables de leurs actes.
Han Fei recours rarement aux érudits (spécialistes du droit et de la méthode), ce qui le rapproche des confucéens, de ce point de vue. Le dirigeant ne peut pas examiner par lui-même tous les fonctionnaires il doit donc s'appuyer sur l'application décentralisée (mais fidèle) des lois et des méthodes (fa). Contrairement à Shen Buhai et à sa propre rhétorique, Han Fei insiste sur le fait que des conseillers fidèles (comme Guan Zhong, Shang Yang et Wu Qi ) existent, et sur leur promotion aux postes les plus importants. Bien que Fa-Jia ait cherché à améliorer le pouvoir du dirigeant, ce plan le neutralise efficacement, réduisant son rôle au maintien du système de récompense et de punition, déterminé selon des méthodes impartiales et mis en œuvre par des spécialistes censés le protéger par leur utilisation,. Combinant les méthodes de Shen Buhai avec les mécanismes d'assurance de Shang Yang, le dirigeant de Han Fei emploie simplement toute personne offrant ses services.

## Comparaisons
Outre l'influence du confucianiste Xun Zi, qui était son professeur et celui de Li Si, Han Fei écrit un commentaire sur le Dao de jing, qu'il interprète comme un texte politique. Pour cette raison, le Han Feizi est parfois inclus dans le courant syncrétiste huanglao, considérant le Tao comme une loi naturelle que tout le monde et toute chose était obligé de suivre. Parallèlement à cela, il croyait qu'un dirigeant idéal faisait des lois, comme une force inévitable de la nature, auxquelles le peuple ne peut résister.
Le traducteur Wenkui Liao décrit la vision du monde de Han Fei comme « purement taoïste », prônant une « doctrine de l'inaction », néanmoins suivie d'une « insistance sur l'application active des deux poignées au gouvernement », c'est la « différence entre les idées de Han Fei et les enseignements des taoïstes orthodoxes (qui préconisent la non-action du début à la fin) ». Liao compare la pensée de Han Fei à celle de Shang Yang, « dirigeant son attention principale ... vers les problèmes entre le dirigeant et le conseiller ... enseignant au dirigeant comment maintenir la suprématie et pourquoi affaiblir le conseiller ».

## Traductions
- Han Fei (trad. Jean Levi), Han-Fei-tse ou le Tao du Prince [« 韓非子 »], Seuil,‎ 1999, 640 p. (ISBN 2-02-029372-2 et 978-2-02-029372-3, OCLC 41955412)
- Han Fei (trad. Alexis Lavis), Han Fei Zi / L'art de gouverner [« 韓非子 »], Presses du Châtelet,‎ 2010, 138 p. (ISBN 978-2-84592-307-2 et 2-84592-307-4, OCLC 690247886)